# Marius Lavet
Marius Lavet (Clermont-Ferrand, 8 de fevereiro de 1894 – Paris, 14 de fevereiro de 1980) foi um engenheiro francês que inventou em 1936 o princípio do motor de passo. Estudou na Supélec, a Escola Superior de Energia Elétrica, escola francesa privada de engenharia.
Um motor de passo pode transformar um impulso elétrico num movimento angular. Este tipo de motor é muito comum em todos os dispositivos em que é desejável controlar a velocidade ou a posição em malha aberta, geralmente em sistemas de posicionamento. A invenção de Lavet está consagrada na patente francesa FR823395 e foi fundamental, entre outras aplicações, para o desenvolvimento dos relógios com mecanismo de quartzo, usando o princípio conhecido por piezelétrico. Os relógios de quartzo são hoje largamente maioritários no mundo pelo seu baixo preço e pela sua elevada precisão, chegando a ter um desvio desprezível para os cidadãos comuns.